# 1946 Walraven
Az 1946 Walraven (ideiglenes jelöléssel 1931 PH) a Naprendszer kisbolygóövében található aszteroida. Hendrik van Gent fedezte fel 1931. augusztus 8-án.